# Группа пяти
Группа пяти — организация, созданная по инициативе Мао Цзэдуна для того, чтобы организовать в интересах и в рамках линии партии спрямление критики ведущих художественных произведений, а также бороться с ревизионизмом и проводить в стране культурную революцию.

## История
Группа пяти была организована в июле 1964 года решением ЦК КПК по инициативе Мао Цзэдуна, который полагал, что культуре Китая необходима революция, для осуществления которой нужна организованная критика. В группу вошли Лу Динъи, Кан Шэн, Чжоу Ян, У Лэнси и возглавивший её Пэн Чжэнь.
Наиболее знаковой в деятельности группы стала история с опубликованной 10 ноября 1965 года критической статьёй Яо Вэньюаня «О новой редакции исторической драмы „Разжалование Хай Жуя“», в которой Яо назвал «антисоциалистической ядовитой травой» пьесу У Ханя «Разжалование Хай Жуя», за чем последовала и другая критика в адрес У Ханя. Травля писателя привела к конфликту Группы пяти и Яо Вэньюаня: группа полагала неправильным выводить критику художественных произведений из академической плоскости в политическую. В связи с этим в феврале 1966 года на расширенном заседании группы в составе 11 человек (помимо пяти постоянных членов присутствовали также Сюй Лицюнь, Ху Шэн, Яо Чжэнь, Ван Ли, Лю Жэнь и Тань Жоюй (кит. 范若愚) был принят документ, впоследствии ставший известным как «Февральский план» (кит. 二月提纲), в котором критике отводилась роль академическая, она должна была помогать и поправлять писателей, чтобы росло качество идеологической составляющей произведений, чтобы писатели лучше понимали идеи марксизма-ленинизма и Мао Цзэдуна. В «Февральском плане» за писателями признавалось право на ошибку, исправить которую им и должна была помочь критика. 
Однако такая мягкая политика не устраивала Мао Цзэдуна, и в 1966 году Группа пяти была расформирована, а ей на смену пришла Группа по делам культурной революции. Ряд участников Группы пяти в дальнейшем сами пострадали во время культурной революции.